# Файзуллин, Абдулла Мухаметдинович
Абдулла Мухаметдинович Файзуллин (7 августа 1929 — 27 декабря 2014) — тракторист совхоза Матраевский Хайбуллинского района Башкирской АССР, Герой Социалистического Труда (1966).

## Биография
Абдулла Мухаметдинович Файзуллин родился 7 августа 1929 года в д. Рафиково Хайбуллинского района БАССР. Образование — неполное среднее.
Трудовую деятельность начал в 1942 г. в колхозе «Таналык», с 1947 г. работал трактористом в колхозе «Таналык», с 1951 г. — тракторист колхоза имени Молотова, с 1957 г. — тракторист совхоза Матраевский Хайбуллинского района.
Работая трактористом-машинистом в совхозе, А. М. Файзуллин ежегодно добивался высоких показателей и становился инициатором социалистического соревнования. Если на закрепленной за его бригадой площади урожайность зерновых в 1963 г. составляла 15,2 центнера с гектара, то в 1966 г. достигла 29,8 центнера. Себестоимость одного центнера зерна составила 2 рубля 40 копеек при плановой 3 рубля 45 копеек. Только в 1964—1966 гг. сэкономлено 4 тысячи килограммов горюче-смазочных материалов и запчастей на 386 рублей.
В 1966 году на тракторе ДТ-54 им выработано 1 350 гектаров пашни в переводе на мягкую пахоту, на комбайне СК-3 он подобрал 524 гектара хлеба и намолотил 12 880 центнеров зерна.
Урожайность зерновых в Сарыкульском отделении составила 26,8 центнера с гектара. Отделение произвело 102,2 тысячи центнеров хлеба при плане 42 тысячи центнеров. В этом успехе есть огромный вклад труда и А. М. Файзуллина.
За достигнутые успехи в увеличении производства и заготовок зерна в 1966 г. Указом Президиума Верховного Совета СССР от 19 апреля 1967 г. А. М. Файзуллину присвоено звание Героя Социалистического Труда.
До ухода на пенсию в 1989 году Абдулла Мухаметдинович работал механиком машинно-тракторной мастерской в совхозе Матраевский Хайбуллинского района.
Заслуженный работник сельского хозяйства Башкирской АССР (1966).
Файзуллин Абдулла Мухаметдинович жил в д. Рафиково Хайбуллинского района РБ.

## Награды
- Герой Социалистического Труда (1967)
- Награждён орденом Ленина